# Färöarnas folkkyrka
Färöarnas folkkyrka (färöiska: Fólkakirkjan í Føroyum) är ett färöiskt trossamfund med evangelisk-luthersk bekännelse. Samfundet är Färöarnas statskyrka.
Kyrkan skildes den 29 juli 2007 från den danska folkkyrkan, inom vilken den sedan 1990 varit ett stift (Biskupsdømi Føroya). Fólkakirkjan har 14 pastorat, 62 kyrkor, 2 bönehus och 21 präster, inklusive biskop och domprost.
Omkring 80 % (40 000) av färingarna är medlemmar av Fólkakirkjan.
Inom Fólkakirkjan finns lågkyrkliga väckelserörelser som Heimamissionen. Brochmands andaktsbok och Kingos psalmer (från 1600-talet) har spelat en viktig roll i det andliga livet, ända in i modern tid.

## Historia
Under 1500-talet genomfördes reformationen i Färöarna. Danska blev kyrkospråk och den romersk-katolska kyrkans jord överfördes till kronan. Från 1539 till 1557 fanns en luthersk biskop i Kirkjubøur, men sedan lades Färöarna in som ett kontrakt under norska Bjørgvins stift med biskopssäte i Bergen
Från 1709 lydde Färöarnas kontrakt under Själlands stift. Åren 1720-1775 tillhörde det Islands stift och därefter återfördes Färöarna till Själlands stift.
År 1939 blev färöiska officiellt kyrkospråk. År 1963 utnämndes Färöarnas prost till vicebiskop, och 1990 blev Färöarna ett eget stift med domkyrka i Torshavn.
Efter förhandlingar mellan landsstyret och den danska regeringen skildes Färöarnas folkkyrka i juli 2007 från danska kyrkan, och blev en självständig kyrka.

## Bilder

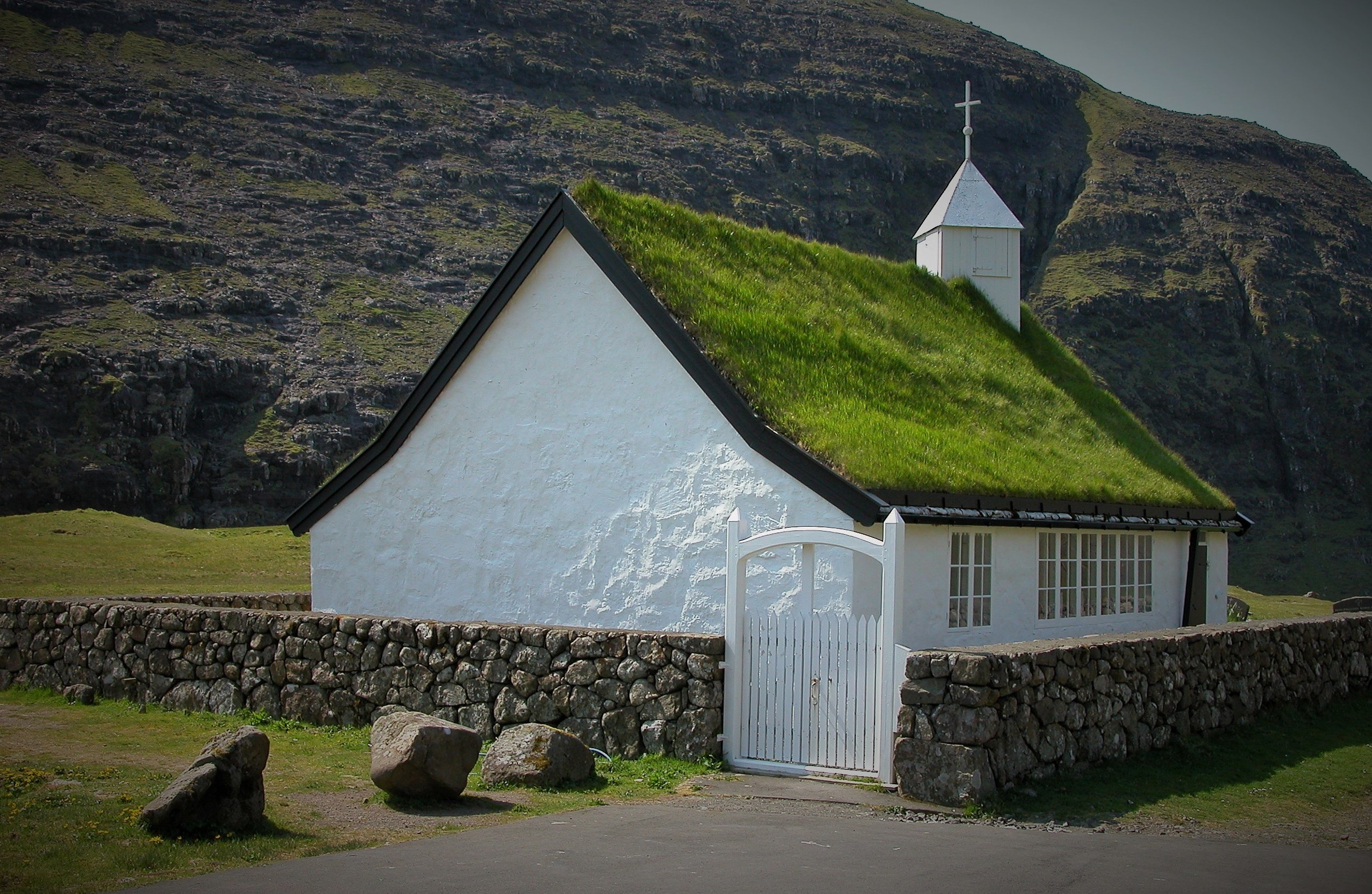
Saksunar kirkja i Saksun.
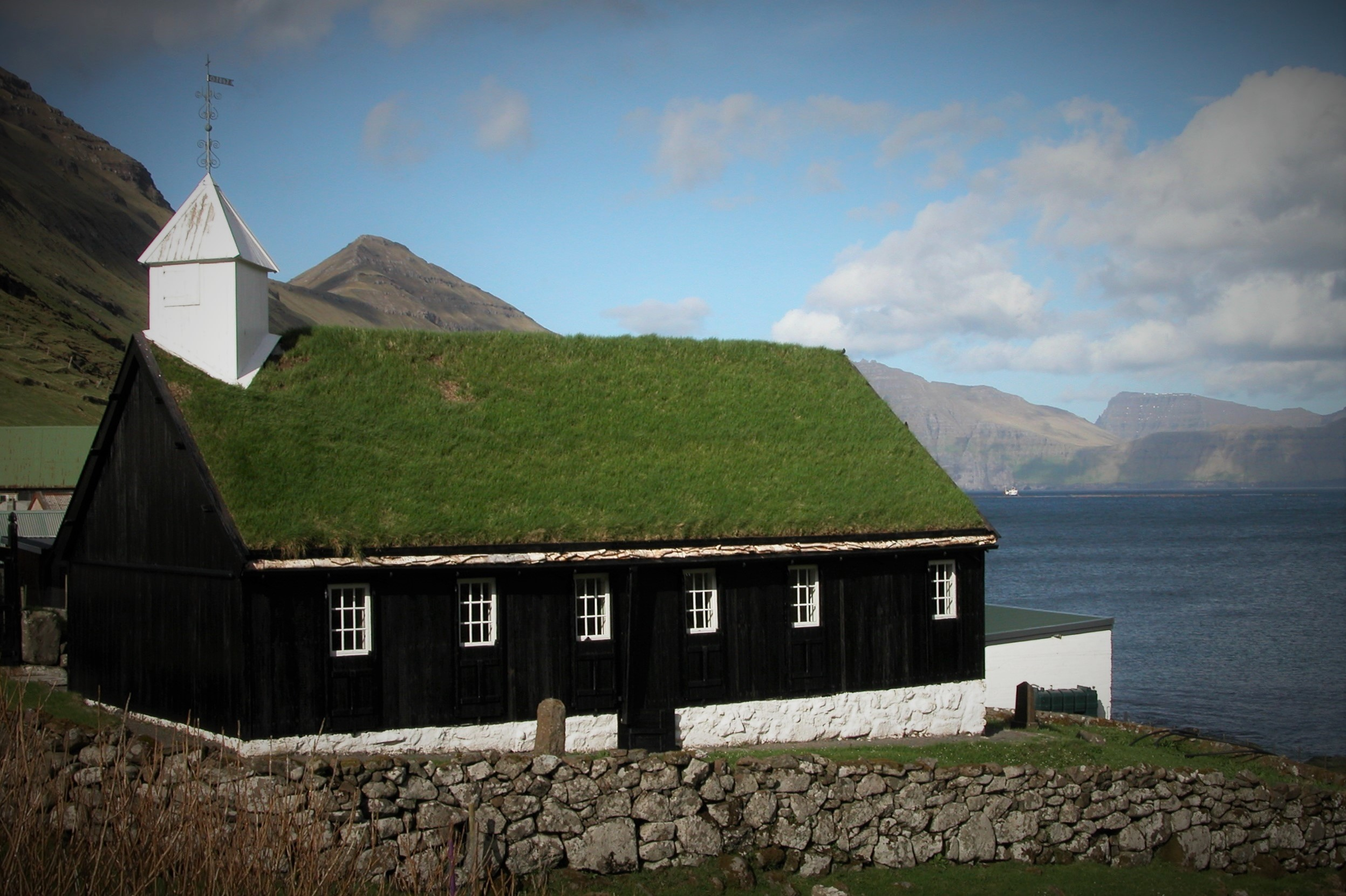
Funnings kirkja i Funningur.
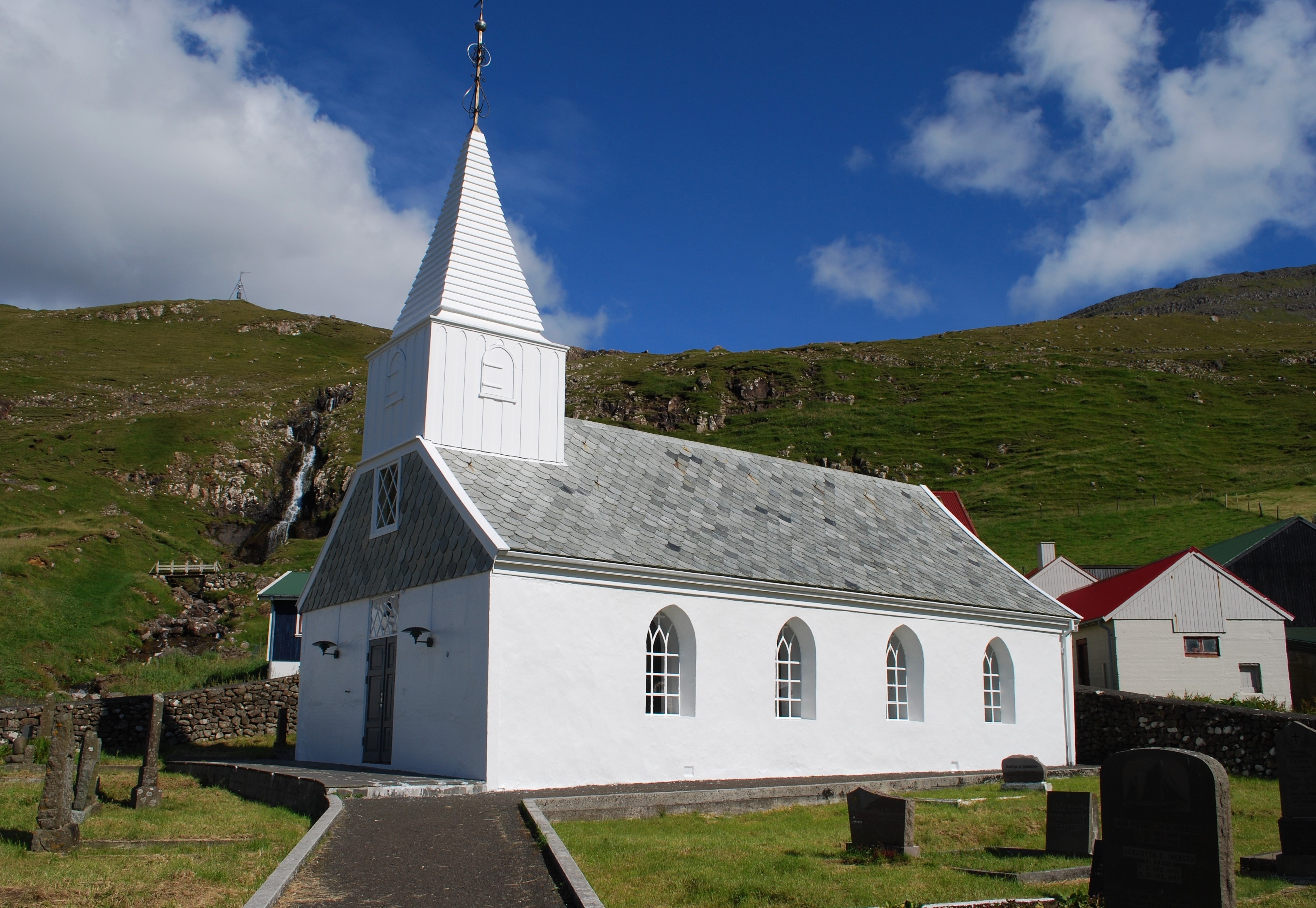
Fámjins kirkja i Suðuroy.

### Fotnoter
1. ↑  Rolf af Hällström (1 augusti 2007). ”Färöarnas kyrka självständig” (på svenska). Kyrkpressen. http://www.kyrkpressen.fi/aktuellt/51147-Faroarnas-kyrka-sjalvstandig.html. Läst 31 december 2017.
2. ↑  Parishes (2000-2017) Statistics Faroe Islands